# MZ Moto2
La MZ Moto2 est un modèle de motocyclette produit par le constructeur allemand MZ.
Cette machine est destinée à courir la saison 2010 du championnat Moto2, remplaçant des 250 cm3.
Comme toutes les machines de cette catégorie, elle est équipée d'un moteur quatre cylindres en ligne quatre temps de 599 cm3, fourni par la branche compétition d'Honda, le HRC, issu de la CBR600RR Fireblade. La puissance est d'environ 125 ch. Il est préparé et entretenu par l'entreprise Suisse Geo Technology.
Le cadre est un treillis tubulaire en acier au chrome molybdène. Il est copié dans ses grandes lignes sur un cadre de CBR600RR.
De manière générale, la MZ Moto2 reprend beaucoup de pièce de la CBR600RR Fireblade.
La MZ est pilotée par Anthony West, au sein de l'équipe d'usine MZ Racing Team. Il est rejoint pour la saison 2011 par Max Neukirchner.